# Szyszkiwci (rejon nowosielicki)
Szyszkiwci (ukr. Шишківці) – wieś na Ukrainie w rejonie nowosielickim obwodu czerniowieckiego.
Zamieszkuje ją obecnie 371 osób.